# Monument la mormântul comun al ostașilor căzuți în 1944 (Vișniovca)
Monumentul la mormântul comun al ostașilor căzuți în 1944 este un monument amplasat în Vișniovca, raionul Cantemir, Republica Moldova. Este un monument istoric de importanță națională inclus în Registrul monumentelor Republicii Moldova ocrotite de stat cu nr. 54 (raionul Cantemir).